# Parasynarcualis longirostris
Parasynarcualis longirostris è un pesce osseo estinto, appartenente ai singnatiformi. Visse nell'Eocene medio (circa 50 milioni di anni fa) e i suoi resti fossili sono stati ritrovati in Italia, nel famoso giacimento di Bolca.

## Descrizione
Questo pesce era di dimensioni medio - piccole, e solitamente raggiungeva la lunghezza di circa 25 centimetri. Il corpo era allungato e molto sottile, e la testa era lunga e stretta. Gli occhi erano grandi, mentre il muso era allungato ma robusto, e terminava in una piccola apertura boccale. Erano presenti due pinne dorsali, mentre la pinna anale era sfrangiata. La pinna caudale non era biforcuta.

## Classificazione
Questo animale è noto per alcuni fossili ben conservati provenienti dal ben noto giacimento di Bolca, in provincia di Verona. Inizialmente descritti come Fistularia longirostris da de Blainville nel 1818, i fossili vennero in seguito attribuiti al nuovo genere Parasynarcualis da Blot nel 1980. 
Parasynarcualis è l'unico genere dei Parasynarcualidae, una famiglia affine ai Fistulariidae attuali; questi pesci, muniti di un corpo allungato, appartengono ai Syngnathiformes, comprendenti anche i pesci - ago (Syngnathidae) e i pesci - rasoio (Centriscidae).